# Schaven
Schaven ist ein Stadtteil von Mechernich im nordrhein-westfälischen Kreis Euskirchen. Durch den Ort verläuft der Bleibach, und der Ort in der Bleibachaue ist zur Hälfte umgeben von einem Waldgebiet, in welchem der „Hochwildpark Rheinland“ nördlich von Kommern-Süd sowie der Pützberg liegen. Schaven liegt zwischen den Stadtteilen Kommern und Firmenich.
Die Katholische Kapelle ist den Heiligen Agatha und Sebastian geweiht.

## Geschichte
Zur Entstehungszeit des Ortes Schaven gibt es keine sicheren Hinweise; Nachrichten oder Anhaltspunkte. Die früheste bisher bekannte Erwähnung des Ortes Schaven stammt aus dem Jahre 1422.:152
Nach einem Grenzgangsprotokoll aus dem Jahre 1456 beschreibt grob die Schavener Herrschafts- und Gemarkungsgrenze, etwas genauer sind die Protokolle der Jahre 1577 und 1585, danach umfasste die Gemarkung Schaven eine Größe von 300 ha.
Den wesentlichen Teil nahmen noch in späterer Zeit die beiden Lehengüter des Kölner Domdechanten, der Becherhof genannt Bech und Schaven ein.

## Schavener Hof
An den untergegangenen Schavener Hof erinnert heute noch der Flurname. Der Schavener Hof war 1828/1829 noch eine vierseitig geschlossene Hofanlage, die nordwestlich des aus Schaven in Richtung Kommern hinausführenden Weges lag.:166 ff. Der Schavener Hof war mit dem Becherhof ein Lehen des Kölner Domdechanten. Dietrich Kessel von der Nürburg wurde am 24. April 1624 mit dem Becherhof und dem Schavener Hof belehnt. Der Becherhof genannt Be(s)ch befand sich schon im Besitz von Dietrichs Vater Johann Kessel von der Nürburg, der um 1578 auch mit dem halben Peschhof bei Mühlheim belehnt gewesen sein soll. Johanns Vater, mit gleichen Namen wie sein Enkel Dietrich Kessel von der Nürburg erhielt Haus und Hof Be(s)ch bereits im Jahre 1540. Nicht eindeutig geht hervor, ob der Schavener Hof sich zu dieser Zeit ebenfalls auch schon im Besitz der Kessel von der Nürburg befand.
Johann Wilhelm Freiherr von Randerath, der bereits am 16. Juli 1655 durch seine Gemahlin Catharina Schall von Bell zu Schwadorf (Tochter des Johann Heinrich Schall von Bell und der Agnes Kessel von der Nürburg) mit dem Gut Peppenhoven belehnt wurde, wurde um 1662 Besitzer der Höfe Becherhof und Schavener Hof.
Die Enkelin des Johann Wilhelm, Maria Anna Franciska Freiin von Randerath wurde Erbin zu Schaven.
Ihre Brüder, Degenhard Rudolph Anton Freiherr von Randerath, wurde „Herr zu Bech“ (Becherhof), Philipp Adolph Godhart noch 1730 Herr zu Pesch und Max Bertram Joseph Freiherr von Randerath wurde Herr zu Horrig (Horrich) bei Süggerath.
Maria Anna Franciska vermählte sich mit Thomas de Villeneuve aus einer freiherrlichen Familie unbekannter Herkunft. Das Ehepaar wohnte auf dem Schavener Hof.
Ihr Sohn Maximilian Joseph de Villeneuve, vermählt mit Gertrude Hochgürtel, besaß in der Reichsherrschaft Kommern ein kleines Grundstück und erhielt als Erbe den Schavener Hof.
Die Tochter des Thomas de Villeneuve und der Maria Anna Franziska Freiin von Randerath, Maria Katharina de Villeneuve vermählte sich mit Theodor Meuser. Im Jahre 1760 wurde Theodor Meuser mit Rittergut Horrig bei Süggerath für seine Gemahlin belehnt, wo diese Familie und ihre Descendenz fortan noch mehrere Generationen lebten. Maria Katharina de Villeneuve erbte das Rittergut Horrig bei Süggerath von ihrem Onkel Maximilian Bertram Joseph Freiherrn von Randerath.
Maximilian Joseph de Villeneuve und seine Gemahlin Gertrude Hochgürtel, die den Schavener Hof erhielten, hatten sieben Kinder die im Zeitraum von 1744 und 1767 in Schaven getauft wurden. Maximilian Joseph de Villeneuve verkauft den Schavener Hof ebenso wie den Becherhof vor 1784 an den Herren von Doetsch. 1818 kauften die Grafen von Lippe, den Nachfolgern der Herren von Meinertzhagen, von dem Baron von Broe, der mit einer Nichte und Miterbin am Nachlass des Herren von Doetsch vermählt war. Der Becherhof blieb weiterhin im Besitz der von Doetsch.
Geringe Erträge könnte eine Ursache für den Abbruch des Schavener Hof gewesen sein, jedoch ist noch unklar, wer die Ländereien des Schavener Hof seit 1818 nutzte.
Maximilian Joseph de Villeneuve und seine Nachfahren verarmten völlig. Der letzte in Schaven wohnende männliche Namensträger Johann de Villeneuve, ein Sohn des Maximilian Joseph, verstarb ledig und ohne Beruf am 23. Januar 1847.

## Verkehr
Unmittelbar nördlich der Ortschaft verläuft die B 266. Die nächste Anschlussstelle Euskirchen-Wißkirchen auf der A 1 ist etwa 5 Minuten entfernt, so dass Köln in 35 Minuten zu erreichen ist.
Die VRS-Buslinie 808 der RVK verbindet den Ort mit Mechernich und Euskirchen. Zusätzlich verkehren einzelne Fahrten der auf die Schülerbeförderung ausgerichteten Linie 868.
| Linie | Betreiber | Verlauf |
| ----- | --------- | --- |
| 808   | RVK       | Euskirchen Bf – Euenheim – Wißkirchen – Obergartzem – Firmenich – Schaven – Kommern – (Kommern-Süd –) Mechernich Stiftsweg – Mechernich Bf (– Roggendorf – Denrath – Kalenberg – Wallenthal – Wallenthalerhöhe – Kall Bf) |
| 868   | Schäfer   | Satzvey – Obergartzem – Firmenich – (Kommern – Katzvey) / (Schaven – Gehn) – Mechernich Bf → Mechernich Feytal |